# Froschlöffel
Froschlöffel (Alisma) sind eine Pflanzengattung innerhalb der Familie der Froschlöffelgewächse (Alismataceae). Die seit 2013 neun beschriebenen Arten kommen in Feuchtgebieten der gemäßigten bis subtropischen Zonen vor.

## Beschreibung

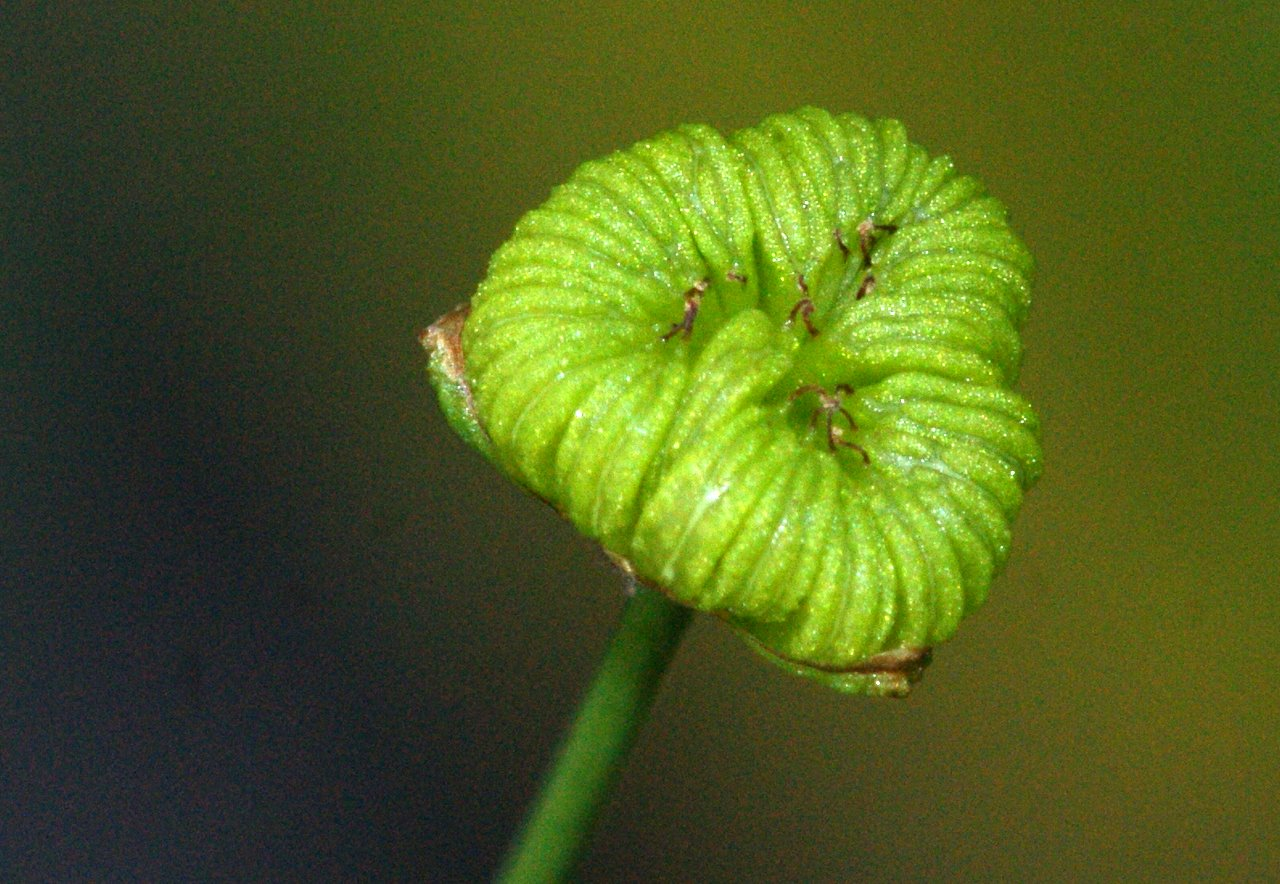
Unreife Sammelfrucht des Gewöhnlichen Froschlöffels (Alisma plantago-aquatica)

### Erscheinungsbild und Blätter
Alisma-Arten wachsen als ausdauernde krautige Pflanzen. Als Überdauerungsorgane werden meist Knollen oder Rhizome gebildet. Diese Sumpf- und Wasserpflanzen können vollständig an Land bis untergetaucht wachsen. Die oberirdischen Pflanzenteile sind kahl.
Es können Luftblätter, flutende oder untergetauchte Wasserblätter vorhanden sein. Die Laubblätter stehen immer in einer grundständigen Rosette. Die Luftblätter sind in Blattstiel und Blattspreite gegliedert. Der relativ lange Blattstiel hat einen dreieckigen Querschnitt. Die einfache Blattspreite ist ganzrandig, linealisch bis eiförmig mit verschmälerter bis gerundeter Spreitenbasis und stumpfem bis spitzem oberen Ende.

### Blütenstände und Blüten
Endständig auf einem aufrechten, langen, unbeblätterten Blütenstandsschaft befinden sich rispige oder seltener doldige Gesamtblütenstände mit wirteligen Verzweigungen, die meist jeweils über einem Tragblatt eine Verzweigung zweiter Ordnung. Die Blütenstände sind meist emers. Die kahlen und glatten Tragblätter sind lanzettlich mit zugespitztem oberen Ende. Die Tragblätter sind kürzer als die aufsteigenden Blütenstiele.

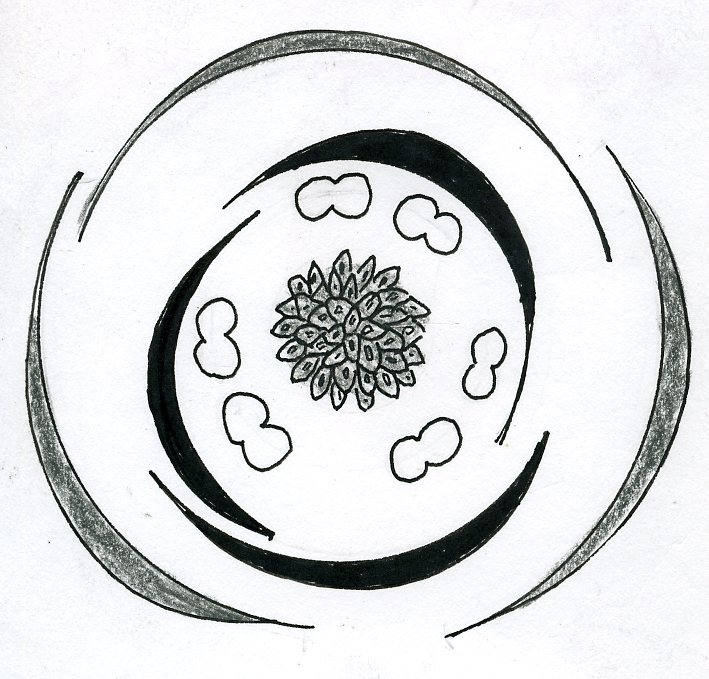
Blütendiagramm

Die zwittrigen Blüten sind radiärsymmetrisch und dreizählig. Der Blütenboden (Rezeptakel) ist flach. Die Kelchblätter sind meist kleiner als Kronblätter. Die drei grünen Kelchblätter sind krautig und aufrecht. Die drei weißen bis dunkel-rosafarbenen Kronblätter sind ganzrandig. Es sind zwei Kreise mit jeweils drei Staubblättern vorhanden. Die fadenförmigen Staubfäden sind kahl. In einem Kreis sind viele (15 bis 20) freie Fruchtblätter angeordnet. Jedes Fruchtblatt enthält nur eine Samenanlage. Der Griffel befindet sich seitlich am Fruchtblatt.

### Früchte

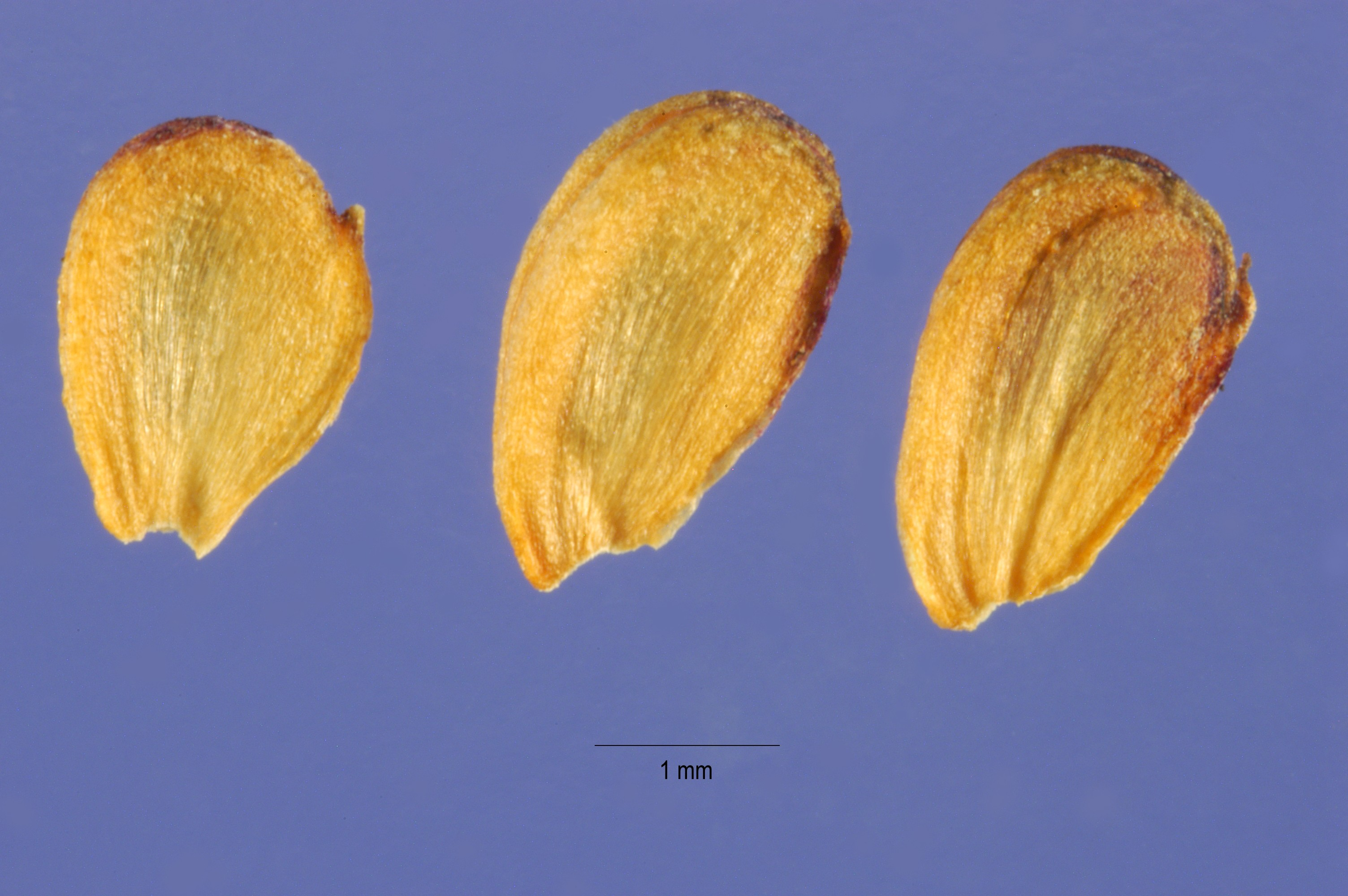
Achänen des Gewöhnlichen Froschlöffels

Je Blüte entwickelt sich eine Sammelfrucht mit in einem Kreis stehenden vielen Achänen. Sie sind seitlich abgeflacht sowie meist auf der Rückenseite geschnäbelt und haben auf der Bauchseite eine oder zwei Rillen.

### Chromosomensatz
Die Chromosomengrundzahl beträgt x = 7. Die Erbanlagen sind also auf sieben Abschnitte aufgeteilt, dabei können Abschnitte mehrfach vorkommen, siehe Diploidie beziehungsweise Polyploidie.

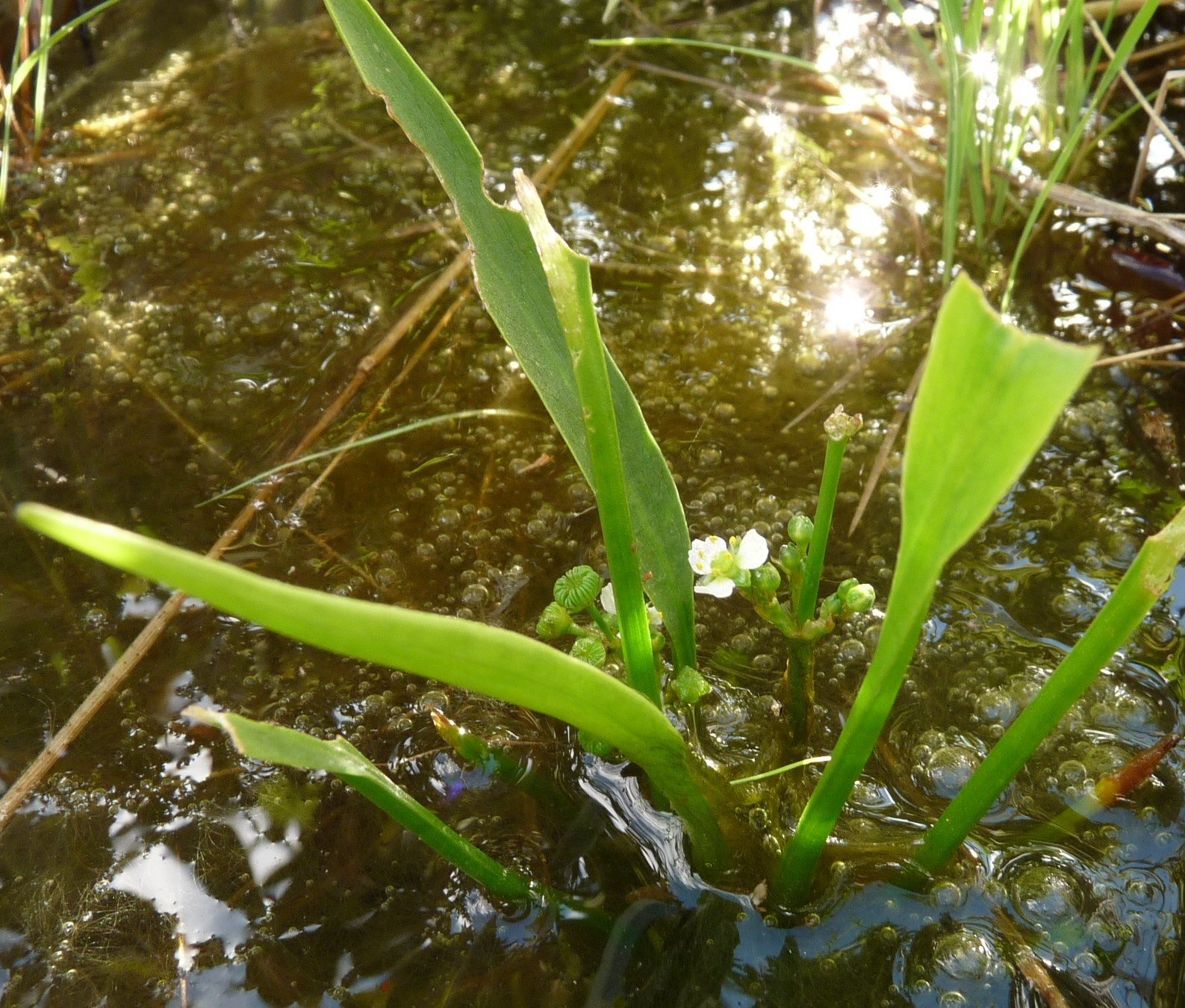
Alisma canaliculatum

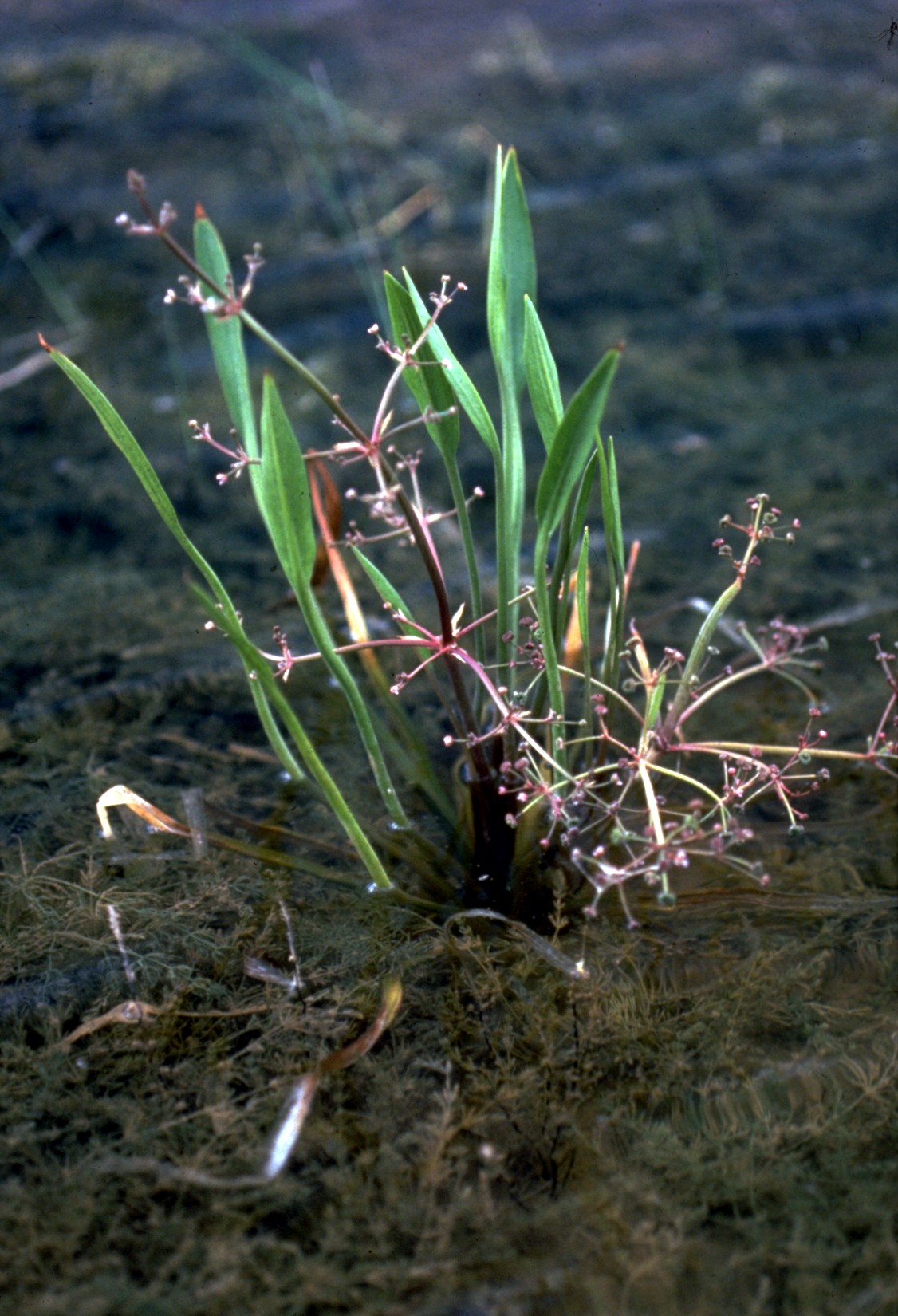
Grasblättriger Froschlöffel (Alisma gramineum)

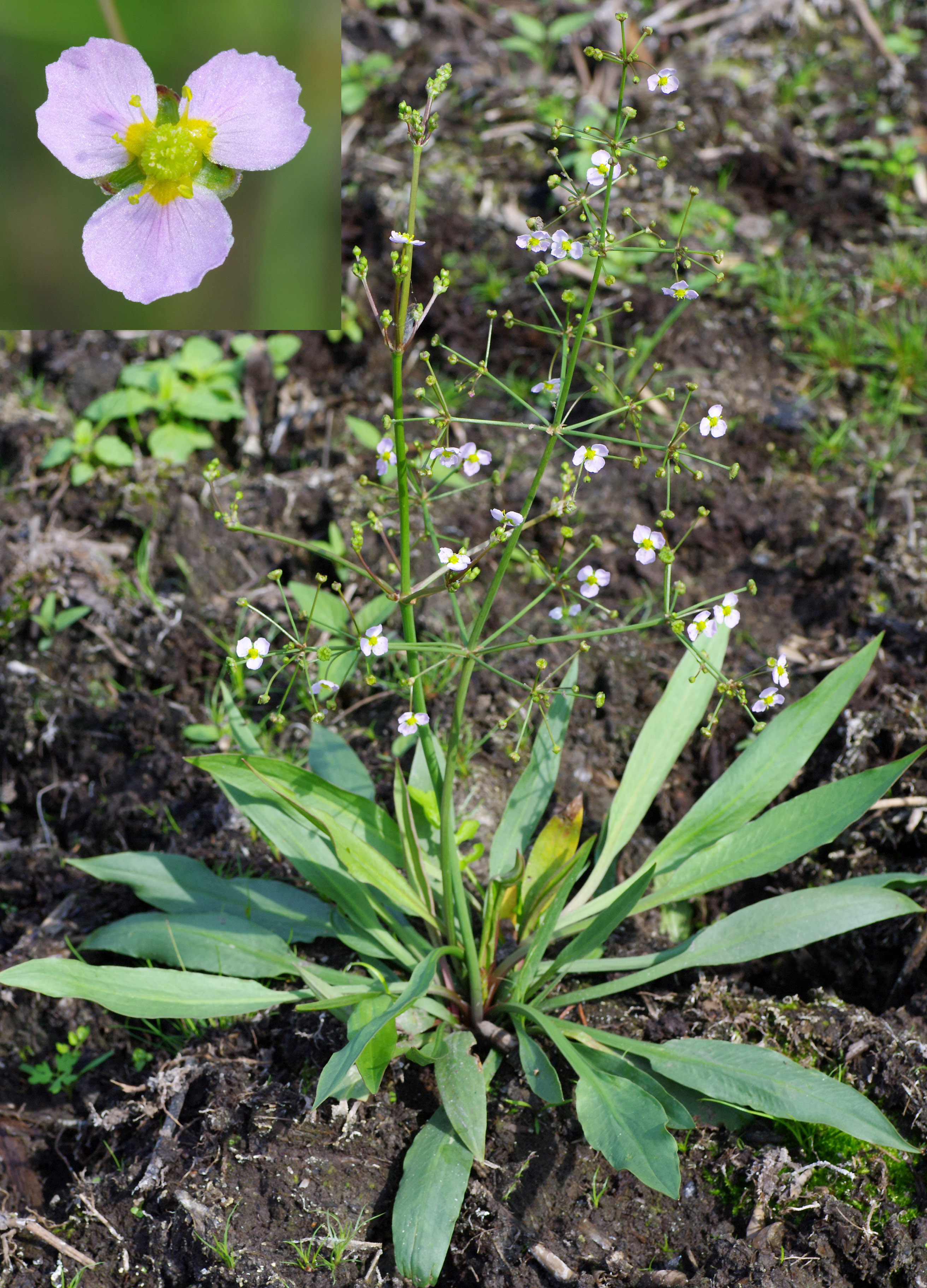
Lanzettblättriger Froschlöffel (Alisma lanceolatum)

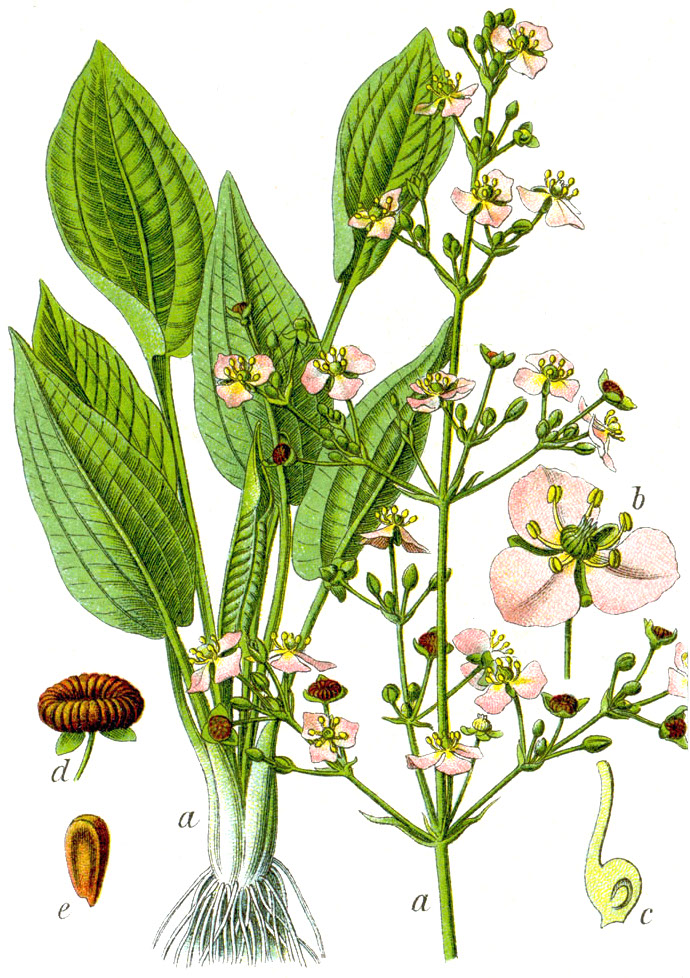
Illustration des Gewöhnlichen Froschlöffels (Alisma plantago-aquatica)

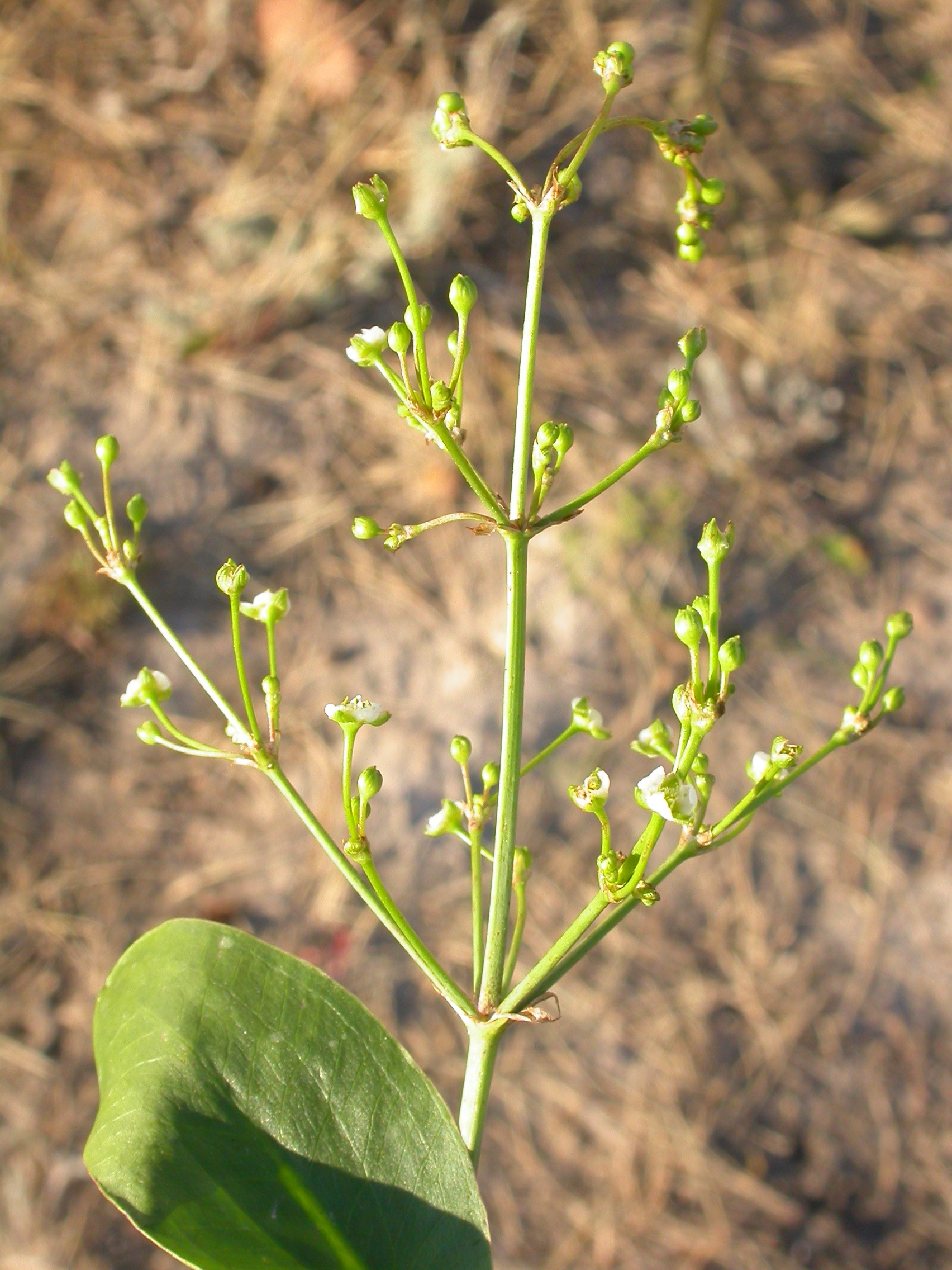
Alisma triviale

## Systematik
Die Gattung Alisma wurde 1753 durch Carl von Linné in Species Plantarum aufgestellt. Der Name Alisma wurde schon in der griechischen Antike verwendet und Linné übernahm ihn von Dioscorides. Als Lectotypusart wurde 1909 Alisma plantago-aquatica L. durch John Kunkel Small in North American Flora, Volume 17, S. 43 festgelegt.
Es gibt seit 2013 etwa neun Alisma-Arten und drei Hybriden:
- Alisma ×bjoerkqvistii Tzvelev: Es handelt sich um eine Naturhybride aus Alisma gramineum und Alisma plantago-aquatica, die von Osteuropa bis Sibirien vorkommt.[6]
- Alisma canaliculatum A.Braun & C.D.Bouché (Syn.: Alisma plantago-aquatica var. canaliculatum (A.Braun & C.D.Bouché) Miyabe & Kudo, Alisma canaliculatum var. harimense Makino, Alisma rariflorum Sam., Alisma canaliculatum var. azuminoense Kadono & Hamashima):
Diese Art ist weitverbreitet in Korea, China, Taiwan und Japan (inklusive der Ryukyu-Inseln und der Kurilen).[6]
- Grasblättriger Froschlöffel (Alisma gramineum Lej., Syn.: Alisma plantago-aquatica var. angustissimum DC., Alisma plantago-aquatica var. graminifolium Wahlenb., Alisma loeselii Gorski, Alisma geyeri Torr., Alisma plantago-aquatica var. pumilum Nolte ex Sond., Alisma graminifolium (Wahlenb.) Ehrh. ex Ledeb., Alisma arcuatum Michalet, Alisma plantago-aquatica f. aestuosum Bolle, Alisma plantago-aquatica var. arcuatum (Michalet) Buchenau, Alisma plantago-aquatica var. micropetalum Celak., Alisma plantago-aquatica subsp. arcuatum (Michalet) Nyman, Alisma plantago-aquatica var. decumbens Boiss., Alisma arcuatum var. graminifolium (Wahlenb.) Casp., Alisma arcuatum var. pumilum Prahl, Alisma validum Greene, Alisma plantago-aquatica f. angustissimum (DC.) Asch. & Graebn., Alisma plantago-aquatica f. lanceolatum Buchenau, Alisma plantago-aquatica f. micropetalum (Celak.) Buchenau, Alisma graminifolium f. angustissimum (DC.) Glück, Alisma graminifolium f. pumilum (Nolte ex Sond.) Glück, Alisma graminifolium f. terrestre Glück, Alisma arcuatum var. angustissimum (DC.) Lunell, Alisma arcuatum var. lanceolatum (Buchenau) Lunell, Alisma plantago-aquatica subsp. graminifolium (Wahlenb.) Hegi, Alisma plantago-aquatica var. terrestre (Glück) Hegi, Alisma geyeri var. angustissimum Lunell, Alisma geyeri var. giganteum Lunell, Alisma geyeri var. pumilum (Prahl) Lunell, Alisma gramineum var. geyeri (Torr.) Sam., Alisma loeselii Gorski ex Juzep., Alisma graminifolium f. semimersum Glück, Alisma graminifolium f. strictum Glück in A.Pascher, Alisma graminifolium f. submersum Glück, Alisma gramineum f. arcuatum (Michalet) Tournay & Lawalrée, Alisma gramineum var. angustissimum (DC.) Hendricks, Alisma gramineum var. graminifolium (Wahlenb.) Hendricks, Alisma gramineum f. aestuosum (Bolle) Soó):
Diese Art ist in den gemäßigten Zonen der Nordhalbkugel weitverbreitet.[6]
- Alisma ×juzepczukii Tzvelev: Es handelt sich um eine Naturhybride aus Alisma ×bjoerkqvistii und Alisma plantago-aquatica, die in Osteuropa vorkommt.[6]
- Lanzettblättriger Froschlöffel (Alisma lanceolatum With., Syn.: Alisma plantago-aquatica var. lanceolatum (With.) Lej., Alisma plantago-aquatica var. stenophyllum Asch. & Graebn., Alisma plantago-aquatica f. stenophyllum (Asch. & Graebn.) Buchenau, Alisma plantago-aquatica f. aquaticum Glück, Alisma plantago-aquatica f. terrestris Glück, Alisma subcordatum var. stenophyllum (Asch. & Graebn.) Lunell, Alisma stenophyllum Sam., Alisma plantago-aquatica f. pumilum Glück):
Diese Art ist ursprünglich in Makaronesien, Eurasien und Nordafrika weitverbreitet.[6]
- Alisma nanum D.F.Cui: Diese Art kommt nur in Sümpfen in Höhenlagen von etwa 600 Metern nur im chinesischen Xinjiang vor.
- Gewöhnlicher Froschlöffel (Alisma plantago-aquatica L.): Diese Art ist auf der Nordhalbkugel im gemäßigten Eurasien und von Nordafrika bis Tansania weitverbreitet.[6] Es gibt zwei Unterarten.[6]
- Alisma praecox Skuratovicz: Diese Art wurde 2013 aus Belarus erstbeschrieben.[6]
- Alisma ×rhicnocarpum Schotsman: Es handelt sich um eine Naturhybride aus Alisma lanceolatum und Alisma plantago-aquatica, die in Europa vorkommt.[6]
- Rundblättriger Froschlöffel (Alisma subcordatum Raf., Syn.: Alisma plantago-aquatica subsp. subcordatum (Raf.) Hultén, Alisma parviflorum Pursh, Alisma plantago-aquatica var. parviflorum (Pursh) Torr. nom. illeg., Alisma montanum Raf.):
Diese Art ist vom südöstlichen Kanada bis in die zentralen und östlichen Vereinigten Staaten verbreitet.[6]
- Alisma triviale Pursh (Syn.: Alisma plantago-aquatica var. triviale (Pursh) Britton, Sterns & Poggenb., Alisma roseum Raf. nom. nud., Alisma odoratum Raf., Alisma plantago-aquatica var. americanum Schult. & Schult. f., Alisma brevipes Greene, Alisma superbum Lunell, Alisma superbum var. angustissimum Lunell, Alisma superbum var. lanceolatum Lunell, Alisma subcordatum var. superbum (Lunell) Lunell, Alisma plantago-aquatica subsp. brevipes (Greene) Sam., Alisma plantago-aquatica var. brevipes (Greene) Vict.):
Das Verbreitungsgebiet dieser Art reicht von Alaska und Kanada bis in die nördlichen und westlichen Vereinigten Staaten.[6]
- Alisma wahlenbergii (Holmb.) Juz. (Syn.: Alisma gramineum subsp. wahlenbergii Holmb., Alisma graminifolium f. submersum Glück in A.Pascher, Alisma graminifolium var. wahlenbergii (Holmb.) Glück in A.Pascher, Alisma gramineum var. wahlenbergii (Holmb.) Raymond & Kucyn.):
Diese Art kommt nur entlang der Ostsee und angrenzenden Seen von Finnland, Schweden, dem Baltikum und Russland vor.[6] Sie wird als „endangered“ = „stark gefährdet“ in Schweden (Red List 2005), „vulnerable“ = „gefährdet“ in Finnland (Red List 2000) und „endangered“ = „stark gefährdet“ in der Region Leningrad (Red List 2000) bewertet.

## Nutzung
Der Gewöhnliche Froschlöffel (Alisma plantago-aquatica) wird als Zierpflanze in Parks und Gärten verwendet. Er ist in Mitteleuropa winterhart.